# Paris au cinéma

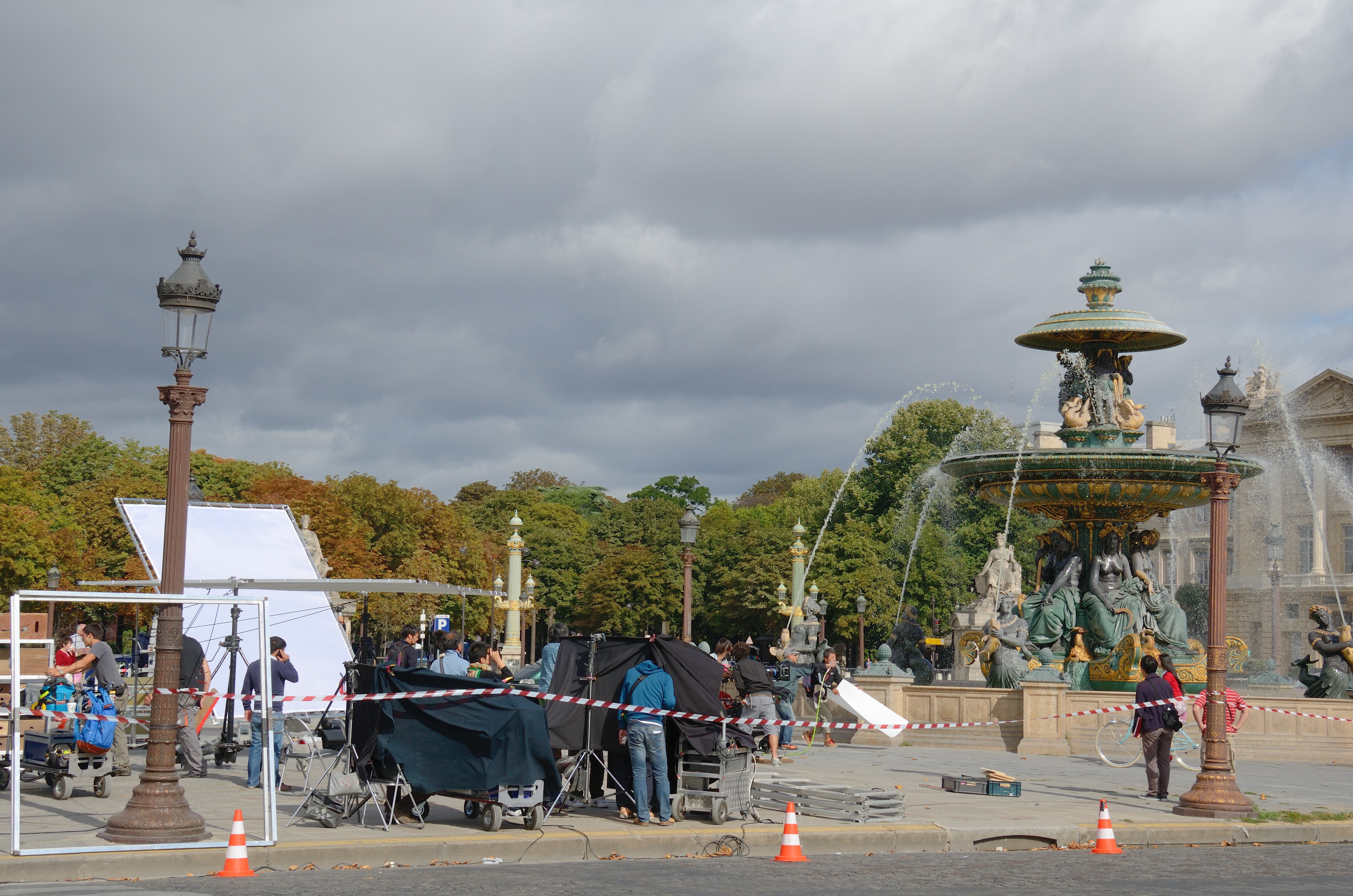
Une scène d'un film tourné à Paris par des réalisateurs étrangers en août 2012.

Paris est la ville la plus filmée au monde. Outre l’importante production française, les réalisateurs étrangers qui l’ont choisie pour cadre sont nombreux.

## Paris, capitale du cinéma
La première projection cinématographique publique a été réalisée à Paris, le 28 décembre 1895, par Antoine Lumière,, et montrant la sortie d'une usine de Lyon, où a été inventé l'appareil. C'est également à Paris que Georges Méliès (1861-1938) invente « l'art du cinéma » et le spectacle cinématographique : avant lui les films sont uniquement des documentaires ou des démonstrations techniques. Georges Méliès est connu pour les développements qu'il apporta aux techniques du cinéma, essentiellement dans le domaine du scénario et des trucages. Il est le premier réalisateur et le créateur du premier Studio de cinéma.
Malgré la popularité grimpante d’Hollywood dans le courant des années 1930, la France garde sa place de pionnière dans l’industrie du cinéma en diffusant les premiers films parlants à Paris entre 1927 et 1928. C’est aussi à Paris que naîtra le réalisme français quelques années plus tard.
Dans les années 1960, un nouveau genre fait son apparition en France: la Nouvelle Vague. Le mouvement prend naissance à Paris, où de nombreux jeunes réalisateurs vont révolutionner la façon de faire des films jusqu’à diffuser le mouvement au-delà des frontières de l’hexagone.
La première projection publique du cinéma numérique en Europe a été réalisée à Paris, le 2 février 2000, par Philippe Binant.

## Les chefs-d’œuvre
Parmi une longue liste de films, quelques chefs-d’œuvre du cinéma français sont devenus des classiques. Hôtel du Nord (1938) fut le cadre de la célèbre réplique d’Arletty « Atmosphère, atmosphère, est-ce que j’ai une gueule d’atmosphère ? ». Le petit hôtel au bord du canal Saint-Martin, où le film ne fut d’ailleurs pas tourné (il fut tourné en studio), est devenu un lieu de pèlerinage cinéphile.
La Traversée de Paris (1956) nous rappelle une certaine réalité de l'Occupation en 1943 tout comme Le Dernier Métro (1980) tandis que Paris brûle-t-il ? (1966) évoque la libération de Paris en août 1944. Plus récemment, Chacun cherche son chat (1996) est une tranche de vie d'un immeuble parisien, montrant l'isolement dans une grande métropole et la solidarité qui peut pourtant y exister. Enfin, le Fabuleux Destin d'Amélie Poulain (2001) est un étonnant conte contemporain dans un Paris mythique et intemporel. Ce film qui rencontra un succès populaire international a amené de nombreux cinéphiles à Montmartre à la recherche des lieux emblématiques du tournage. Le cinéma international est incarné par de grands succès comme Tout le monde dit I love you (1996) de Woody Allen, Moulin Rouge (2001) ou Da Vinci code (2006) qui ont choisi la ville pour cadre. En 2006, le film Paris, je t'aime, composé de plusieurs sketchs mettant en avant chacun un quartier représentatif de l'un des vingt arrondissements de la capitale, réunit pour les tournages 21 réalisateurs de douze nationalités différentes, dont les frères Coen, Alfonso Cuarón, Gus Van Sant et Wes Craven, et des acteurs plus ou moins célèbres également de diverses origines (on peut ainsi citer notamment Juliette Binoche, Willem Dafoe, Julie et Gérard Depardieu, Gena Rowlands, Elijah Wood, Fanny Ardant, Natalie Portman et Ludivine Sagnier).

## Liste de films
Cette liste énumère les principaux films[Selon qui ?] de cinéma ayant pour cadre la ville de Paris.

### Cinéma français
- 1938 : Hôtel du Nord, Marcel Carné
- 1945 : Les Enfants du paradis, Marcel Carné
- 1947 : Quai des Orfèvres, Henri-Georges Clouzot
- 1955 : French Cancan, Jean Renoir
- 1956 : La Traversée de Paris, Claude Autant-Lara
- 1958 : Ascenseur pour l'échafaud, Louis Malle
- 1959 : Les Quatre Cents Coups, François Truffaut
- 1960 : À bout de souffle, Jean-Luc Godard
- 1960 : Zazie dans le métro, Louis Malle
- 1962 : Cléo de 5 à 7, Agnès Varda
- 1964 : Le Corniaud, Gérard Oury
- 1965 : Paris vu par…, Jean Douchet, Jean Rouch, Jean-Daniel Pollet, Éric Rohmer, Jean-Luc Godard, Claude Chabrol
- 1966 : La Grande Vadrouille, Gérard Oury
- 1966 : Paris brûle-t-il ?, René Clément
- 1967 : Belle de jour, Luis Buñuel
- 1969 : L'Armée des ombres, Jean-Pierre Melville
- 1972 : Le Grand Blond avec une chaussure noire, Yves Robert
- 1973 : Le Magnifique, Philippe de Broca
- 1973 : Les Aventures de Rabbi Jacob, Gérard Oury
- 1973 : Le Serpent, Henri Verneuil
- 1974 : Les Chinois à Paris, Jean Yanne
- 1974 : Touche pas à la femme blanche !, Marco Ferreri
- 1975 : Peur sur la ville, Henri Verneuil
- 1976 : L'Aile ou la Cuisse, Claude Zidi
- 1977 : Le Diable probablement, Robert Bresson
- 1978 : La Carapate, Gérard Oury
- 1978 : Violette Nozière, Claude Chabrol
- 1980 : Inspecteur la Bavure, Claude Zidi
- 1980 : Le Coup du parapluie, Gérard Oury
- 1980 : Le Dernier Métro, François Truffaut
- 1980 : Les Sous-doués, Claude Zidi
- 1981 : Le Professionnel, Georges Lautner
- 1981 : Les Sous-doués en vacances, Claude Zidi
- 1982 : Le père Noël est une ordure, Jean-Marie Poiré
- 1982 : Pour 100 briques, t'as plus rien..., Édouard Molinaro
- 1983 : L'Argent, Robert Bresson
- 1983 : Banzaï, Claude Zidi
- 1983 : Le Marginal, Jacques Deray
- 1983 : Tchao Pantin, Claude Berri
- 1984 : Les Ripoux, Claude Zidi
- 1984 : Pinot simple flic, Gérard Jugnot
- 1985 : Scout toujours..., Gérard Jugnot
- 1985 : Subway, Luc Besson
- 1986 : Autour de minuit, Bertrand Tavernier
- 1986 : Nuit d'ivresse, Bernard Nauer
- 1989 : Ripoux contre ripoux, Claude Zidi
- 1991 : La Totale !, Claude Zidi
- 1991 : Les Amants du Pont-Neuf, Leos Carax
- 1991 : L'Opération Corned-Beef, Jean-Marie Poiré
- 1991 : Une époque formidable..., Gérard Jugnot
- 1992 : L.627, Bertrand Tavernier
- 1992 : Les Nuits fauves, Cyril Collard
- 1993 : Trois Couleurs : Bleu, Krzysztof Kieslowski
- 1994 : L'Histoire du garçon qui voulait qu'on l'embrasse, Philippe Harel
- 1994 : Un Indien dans la ville, Hervé Palud
- 1995 : Les Anges gardiens, Jean-Marie Poiré
- 1996 : Chacun cherche son chat, Cédric Klapisch
- 1996 : Le Jaguar, Francis Veber
- 1997 : La Vérité si je mens !, Thomas Gilou
- 1997 : Le Dîner de cons, Francis Veber
- 1997 : On connaît la chanson, Alain Resnais
- 1998 : Place Vendôme, Nicole Garcia
- 1998 : Vive la mariée... et la libération du Kurdistan, Hiner Saleem
- 1999 : La Fille sur le pont, Patrice Leconte
- 1999 : Peut-être, Cédric Klapisch
- 2001 : Le Fabuleux Destin d'Amélie Poulain, Jean-Pierre Jeunet
- 2001 : Sur mes lèvres, Jacques Audiard
- 2002 : La Mentale, Manuel Boursinhac
- 2002 : Le Boulet, Alain Berbérian et Frédéric Forestier
- 2002 : Ma femme s'appelle Maurice, Jean-Marie Poiré
- 2002 : Mauvais esprit, Patrick Alessandrin
- 2002 : Monsieur Batignole, Gérard Jugnot
- 2003 : Bon Voyage, Jean-Paul Rappeneau
- 2003 : Chouchou, Merzak Allouache
- 2003 : Innocents: The Dreamers (The Dreamers), Bernardo Bertolucci
- 2003 : Laisse tes mains sur mes hanches, Chantal Lauby
- 2003 : Rire et Châtiment, Isabelle Doval
- 2004 : 36 quai des Orfèvres, Olivier Marchal
- 2004 : Le Pont des Arts, Eugène Green
- 2004 : Un long dimanche de fiançailles, Jean-Pierre Jeunet
- 2005 : Angel-A, Luc Besson
- 2005 : La Doublure, Francis Veber
- 2005 : Le Petit Lieutenant, Xavier Beauvois
- 2005 : Le Promeneur du Champ-de-Mars, Robert Guédiguian
- 2005 : Les Poupées russes, Cédric Klapisch
- 2006 : Ne le dis à personne, Guillaume Canet
- 2006 : Paris, je t'aime
- 2008 : Faubourg 36, Christophe Barratier
- 2008 : Paris, Cédric Klapisch
- 2008 : Taken, Pierre Morel
- 2009 : LOL, Lisa Azuelos
- 2012 : Holy Motors, Leos Carax

### Cinéma international
- 1951 : Un Américain à Paris, Vincente Minnelli
- 1952 : Moulin Rouge, John Huston
- 1956 : Drôle de frimousse, Stanley Donen
- 1957 : Ariane, Billy Wilder
- 1957 : Belle de Moscou, Rouben Mamoulian
- 1962 : Les Quatre Cavaliers de l'Apocalypse, Vincente Minnelli
- 1963 : Charade, Stanley Donen
- 1963 : Irma la Douce, Billy Wilder
- 1966 : Comment voler un million de dollars, William Wyler
- 1972 : Le Dernier Tango à Paris, Bernardo Bertolucci
- 1985 : Dangereusement vôtre, John Glen
- 1988 : Frantic, Roman Polanski
- 1990 : Maman, j'ai raté l'avion, Chris Columbus
- 1993 : La Fenêtre vers Paris, Yuri Mamin, Arcady Tigay
- 1995 : Jefferson à Paris, James Ivory
- 1996 : Tout le monde dit I love you, Woody Allen
- 1997 : Le Loup-garou de Paris, Anthony Waller
- 1998 : Ronin, John Frankenheimer
- 2001 : Moulin Rouge, Baz Luhrmann
- 2001 : Le Baiser mortel du dragon, Luc Besson
- 2002 : La Mémoire dans la peau, Doug Liman
- 2003 : Le Divorce, James Ivory
- 2003 : Moi César, 10 ans ½, 1m39, Richard Berry
- 2004 : Before Sunset, Richard Linklater
- 2006 : Da Vinci Code, Ron Howard
- 2007 : Rush Hour 3, Brett Ratner
- 2007 : La Vengeance dans la peau, Paul Greengrass
- 2009 : G.I. Joe : Le réveil du cobra, Stephen Sommers
- 2010 : From Paris with Love, Pierre Morel
- 2010 : Inception, Christopher Nolan
- 2010 : The Tourist, Florian Henckel von Donnersmarck
- 2011 : Minuit à Paris, Woody Allen
- 2012 : "Les Misérables, Tom Hooper
- 2013:Les Schtromphs 2 , Raja Gosnell
- 2016 : "Bastille Day, James Watkins (réalisateur)
- 2018 : Mission impossible : Fallout, Christopher McQuarrie
- 2018 : Les Animaux fantastiques : Les Crimes de Grindelwald, David Yates

### Films d'animations français et internationaux[7]
• 1970 : Les Aristochats , de Wolfgang Reitherman
• 1996 : Le Bossu de Notre-Dame , de Gary Trousdale et Kirk Wise
• 1996 : La Vieille Dame et les pigeons de Sylvain Chomet
• 1999 : Touts les I de Paris s'illuminent de Guillaume Casset
• 2001 : Marcelin Caillou de Claude Allix
• 2005 : Les Triplettes de Belleville de Sylvain Chomet
• 2007 : Ratatouille de Brad Bird
• 2010 : Une Vie de Chat de Jean Loup Félicioli et Alain Gagnol
• 2011 : Un monstre à Paris de Éric Bergeron

## La Collection parisienne du Forum des images
La Vidéothèque de Paris devenue le Forum des images (sis au 2, rue du Cinéma, dans le Forum des Halles), a réuni une « Collection parisienne » composée de films en relation avec Paris. Ces films peuvent être consultés sur place sur petit écran.

## Tournages
Chaque jour en moyenne, une dizaine de tournages ont lieu simultanément à Paris. À titre d'exemple, en 2013 la capitale française a accueilli le tournage de 113 longs-métrages, 116 fictions télévisées, 145 courts-métrages, 60 documentaires, 200 spots publicitaires et 170 films d'école. Tourner à Paris est gratuit, hormis un droit de stationnement pour les véhicules de l'équipe du film. Toutefois tourner dans un lieu historique fermé (musée, cimetière, égouts, etc.) est payant et répond à une grille tarifaire précise (4 000 euros par jour pour tourner au musée d'art moderne ou dans les catacombes pour un long-métrage, 750 euros s'il s'agit d'un documentaire, à quoi s'ajoute un forfait allant jusqu'à 1 200 euros si l'équipe du film dépasse 50 personnes mais qui est gratuit pour celles en comptant moins de 10) dont les recettes vont à la ville de Paris (entre 500 000 et 700 000 euros par an).